# Pierre Eugène Ménétrier
Pierre Eugène Ménétrier (ur. 7 grudnia 1859 w Paryżu, zm. 22 sierpnia 1935 w Lisieux) – francuski lekarz, patolog.
Jego ojciec był krytykiem literackim oraz badaczem historii i literatury. Pod jego wpływem Ménétrier zainteresował się badaniem historii medycyny starożytnej. Z kolei wpływ kolegi szkolnego spowodował wybór przez niego studiów medycznych.

## Życie zawodowe
Po ukończeniu Uniwersytetu Paryskiego został lekarzem. Prowadził prace naukowe w dziedzinie patologii uzyskując tytuł profesorski. Jako pierwszy opisał w 1888 roku rzadką chorobę żołądka, znaną dziś jako choroba Ménétriera (choć dostrzegał towarzyszące tej chorobie postępujące wyniszczenie pacjentów, nie powiązał tego z wykazaną później utratą białka związaną z gastropatią wysiękową). Jest też autorem pionierskich prac opisujących ścieżki transformacji nowotworów łagodnych w złośliwe, chorobami zapalnymi i osteomalacją. W swoich badaniach nad historią medycyny skupiał się na sztuce lekarskiej starożytnej Grecji i Rzymu oraz Bizancjum.
W roku 1930 został wybrany na prezydenta Francuskiej Akademii Medycyny.

## Życie rodzinne
Nigdy się nie ożenił. Żył w towarzystwie matki aż do jej śmierci w 1932 roku. Zmarł w 1935 roku w wyniku obrażeń doznanych w wypadku samochodowym w Lisieux.

## Wybrane prace
- Des polyadenomes gastriques et de leurs rapports avec le cancer de l’estomac. W: "Archives de Physiologie Normale et Pathologique", 32, 1888; s. 236-262.